# Louis Windzak
Louis Windzak (Paramaribo, 1947) is een Surinaams-Nederlands zanger. Hij was leadzanger van The Falling Stones en eigen bands, en zingt solo. In 1969 werd hij voor zijn interpretaties van Otis Redding onderscheiden als Soul Genius. In 1984 won hij de Soundmixshow en in 2018 nam hij als 70+'er deel aan The Voice Senior.

## Biografie
Louis Windzak ging naar het internaat in de wijk Saron in Paramaribo. Hier stond hij wel eens op het toneel, maar zong toen nog niet. De eerste stappen in de muziek zette hij in een gospelbandje dat een enkele keer optrad tijdens feestjes. Toen hij op zijn zestiende overschakelde naar liedjes van Otis Redding, sloeg zijn muziek aan en stond hij als gastmusicus op de bühne met Stan Lokhin en Ewald Krolis van bands als de Soul Silhouettes en The Rhythm Makers. Veel tijd voor de muziek had hij echter niet omdat hij na school als fietsenmaker en automonteur moest bijdragen aan het inkomen van het gezin.
Daarna gaf hij een gastoptreden voor The Falling Stones. Hij maakte zoveel indruk dat hij gevraagd werd om zich als leadzanger bij de band aan te sluiten. Hij werkte op dat moment op de raketbasis van Kourou in Frans-Guyana en wist via een contact van baan te wisselen naar de bauxietmaatschappij Suralco. Door zijn terugkeer naar Suriname had hij meer tijd om 's avonds te repeteren en in het weekend op te treden. In 1969 werd hij onderscheiden als Soul Genius voor zijn interpretaties van Otis Redding, van wie hij zowel de swingende nummers bracht als de ballads.
Nadat zijn moeder met zijn stiefvader naar Nederland was vertrokken, reisde Windzak hen achterna en verbleef er sinds ongeveer 1972. Hij trad op met zijn Louis Windzak and Band, Mighty Botai, en bands van andere Surinaamse artiesten als Stan Lokhin en Glenn Weisz. Ook gaf hij gastoptredens met internationale artiesten als Percy Sledge en Mighty Sparrow. Daarna toerde hij met zijn eigen Louis Windzak Soulband het land door met covers van Redding, Wilson Pickett en Sam & Dave.
In 1984 won Louis Windzak de eerste editie van de Soundmixshow van Henny Huisman. Zijn ep Let me try it bereikte dat jaar goud. In 2018, hij was inmiddels de 70 gepasseerd, nam hij deel aan The Voice Senior en bereikte de Knock-outs.